# Municipio de Blackland
El municipio de Blackland (en inglés: Blackland Township) es un municipio ubicado en el condado de Howard en el estado estadounidense de Arkansas. En el año 2010 tenía una población de 171 habitantes y una densidad poblacional de 4,35 personas por km².

## Geografía
El municipio de Blackland se encuentra ubicado en las coordenadas 33°48′54″N 93°52′25″O / 33.81500, -93.87361. Según la Oficina del Censo de los Estados Unidos, el municipio tiene una superficie total de 39.29 km², de la cual 38,83 km² corresponden a tierra firme y (1,18 %) 0,46 km² es agua.

## Demografía
Según el censo de 2010, había 171 personas residiendo en el municipio de Blackland. La densidad de población era de 4,35 hab./km². De los 171 habitantes, el municipio de Blackland estaba compuesto por el 60,82 % blancos, el 38,01 % eran afroamericanos, el 0,58 % eran amerindios, el 0,58 % eran de otras razas. Del total de la población el 2,34 % eran hispanos o latinos de cualquier raza.